# ۳۱ مرداد
۳۱ مرداد صد و پنجاه و پنجمین روز سال در گاه‌شماری خورشیدی است. به پایان سال ۲۱۰ روز (۲۱۱ روز در سال کبیسه) باقی‌است.

## رویدادها
- ۸۹۳ - وقوع جنگ چالدران در دشت چالدران (در شمال آذربایجان غربی) و شکست سپاه قزلباش ایران به فرماندهی شاه اسماعیل یکم صفوی از ارتش عثمانی به فرماندهی سلطان سلیم یکم
- ۱۳۳۲ - محمدرضاشاه پهلوی در بغداد با ملک فیصل دوم ملاقات و گفتگو کرد
- ۱۳۴۲ - تأسیس دانشگاه تربیت معلم
- ۱۳۴۹ -قتل سپهبد تیمور بختیار
- ۱۳۵۷ - پیام روح‌الله خمینی در پی آتش‌سوزی سینما رکس آبادان
- ۱۳۸۱ - زمین‌لرزه ۱۳۸۱ بوئین‌زهرا

## زادروزها
- ۱۲۹۹ - هوشنگ سیحون، معمار، طراح، نقاش و مجسمه‌ساز
- ۱۳۵۲ - آشا محرابی، بازیگر
- ۱۳۶۵ - ویدا جوان، بازیگر
- ۱۳۶۶ - سید محمد موسوی عراقی، والیبالیست
- ۱۳۷۳ - قاسم کارخانه، والیبالیست

## مرگ‌ها
- ۱۳۸۸ - سیدبزرگ محمودی، پزشک بیهوشی و همسر ایرانی بتی محمودی خالق رمان بدون دخترم هرگز. (زادروز ۱۳۱۸)
- ۱۳۹۲ - محمد دانشور، روزنامه‌نگار، مورخ و نخستین خبرنگار رادیو کرمان (زاده ۱۳۰۳)
- ۱۳۹۳ - اکبر خواجویی، کارگردان، فیلمنامه‌نویس و تهیه‌کننده ایرانی (زاده ۱۳۲۶)
- ۱۳۹۸ - ناصر احمدی، دوبلور و گوینده رادیو
- ۱۴۰۱ - مهین افشان‌پور، هنرمند و نگارگر (زاده ۱۳۲۰)
- ۱۴۰۱ - منوچهر اسماعیلی، دوبلور (زاده ۱۳۱۸)
- ۱۴۰۱ - منور رمضانی،‌ نقاش
- ۱۴۰۲ - ابراهیم گلستان، نویسنده و فیلم‌ساز (زاده ۱۳۰۱)